# Bitwa pod Łomżą (VIII 1920)

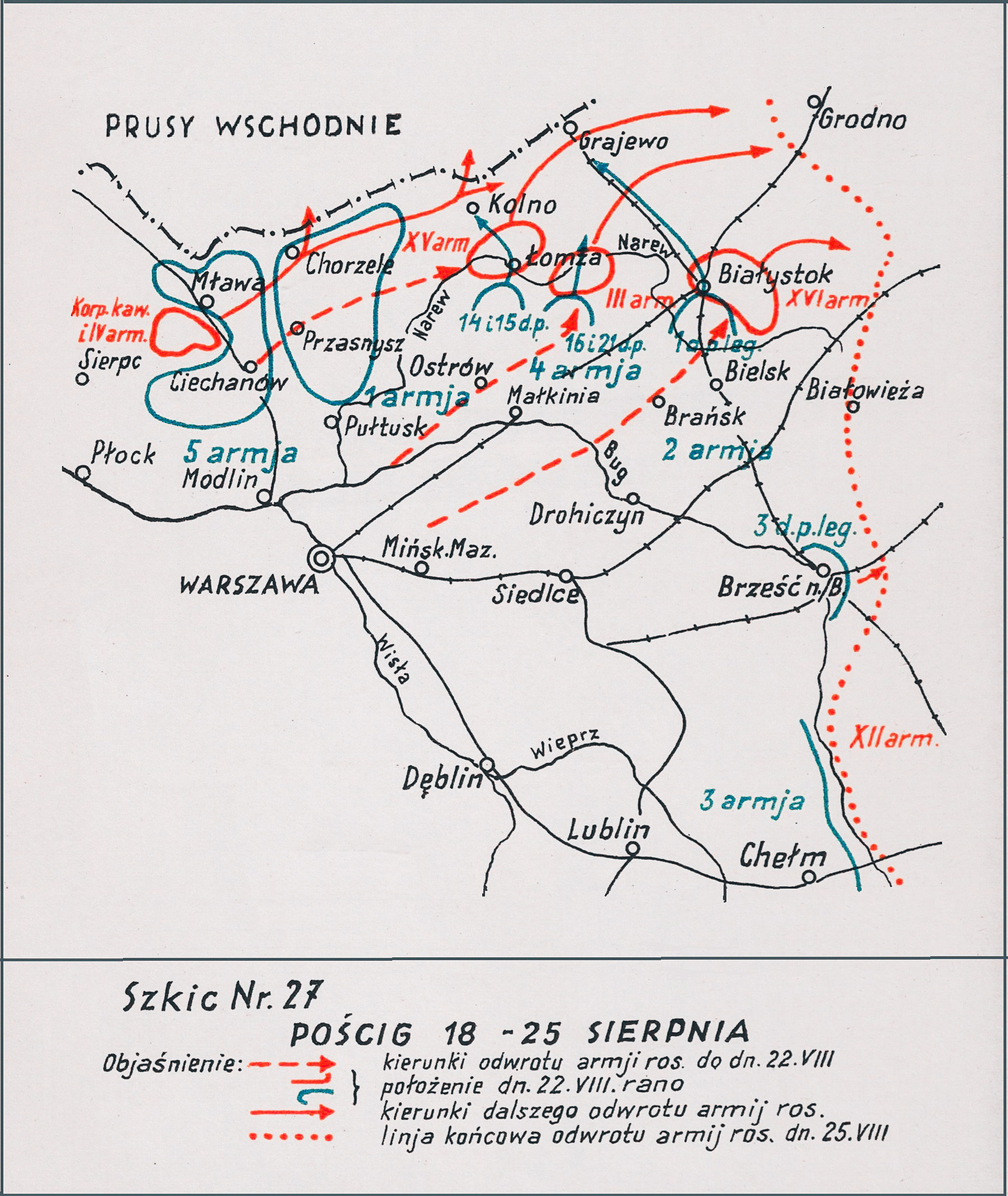
Adam Przybylski,
Wojna Polska 1918–1921

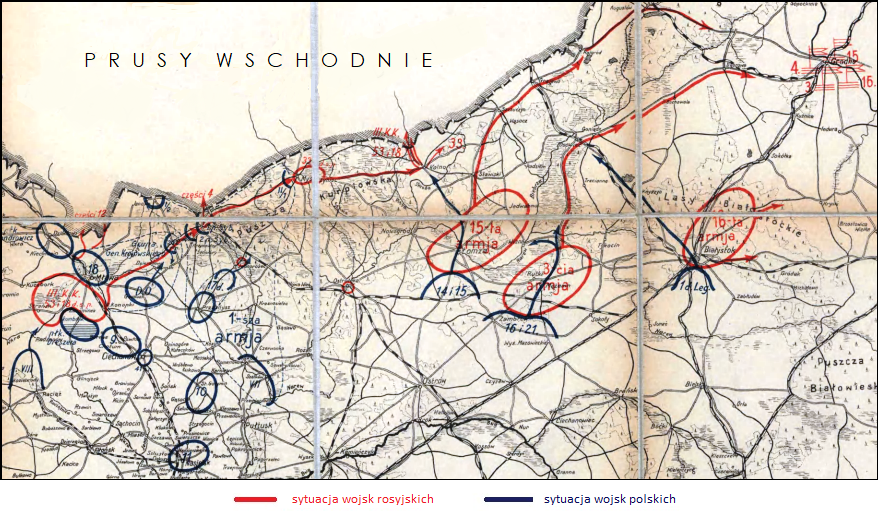
Władysław Sikorski,Nad Wisłą i Wkrą Sytuacja ogólna o świcie 22 sierpnia

Bitwa pod Łomżą – walki oddziałów polskiej 15 Dywizji Piechoty gen. Władysława Junga z oddziałami sowieckiej 15 Armii Augusta Korka w czasie pościgu prowadzonego w ramach operacji warszawskiej.

## Sytuacja ogólna
4 lipca 1920 ruszyła II ofensywa sowieckiego Frontu Zachodniego pod hasłem: Na zachodzie ważą się losy wszechświatowej rewolucji – po trupie Polski wiedzie droga do wszechświatowego pożaru... Na Wilno – Mińsk – Warszawę – marsz!. W pierwszej dekadzie lipca przełamany został front polski nad Autą, a wojska Frontu Północno-Wschodniego gen. Stanisława Szeptyckiego cofały się pod naporem ofensywy czerwonoarmistów Michaiła Tuchaczewskiego.
Kolejne próby zatrzymania wojsk sowieckich prących na zachód nie przynosiły spodziewanych rezultatów. Obchodzący ugrupowanie obronne od północy III Korpus Kawalerii Gaja wymuszał dalszy odwrót wojsk polskich. Tempo natarcia wojsk sowieckich, jak na owe czasy, wydawało się oszałamiające i wynosiło ok. 20–30 km na dobę.
Wojsko Polskie traciło kolejno „linię dawnych okopów niemieckich”, linię Niemna i Szczary, czy wreszcie linię Bugu. Wojska polskie cofały się nadal, a kolejną naturalną przeszkodą terenową dogodną do powstrzymania sowieckiej ofensywy była Wisła. W godzinach wieczornych 6 sierpnia Naczelne Dowództwo Wojska Polskiego wydało rozkaz do przegrupowania i reorganizacji wojsk.
16 sierpnia ruszyła kontrofensywa znad Wieprza. Zmieniło to radykalnie losy wojny. Od tego momentu Wojsko Polskie było w permanentnej ofensywie.
15 Wielkopolska Dywizja Piechoty przeszła do ofensywy z położenia obronnego na Przedmościu Warszawskim.

## Walki pod Łomżą
Po przegranych bojach z polską 5 Armią gen. Władysława Sikorskiego, sowiecka 15 Armia Augusta Korka wycofywała się na Ostrołękę i Łomżę.
W tym samym czasie od południa maszerowała polska 4 Armia z zadaniem odcięcia nieprzyjacielowi dróg odwrotu na wschód. Tocząc zwycięskie walki, jej 15 Wielkopolska Dywizja Piechoty kierowała się na północ, ku granicy Prus Wschodnich.
Jako pierwsza pod Łomżę podeszła sowiecka 15 Armia i 21 sierpnia zajęła miasto. Tu August Kork zamierzał przeprowadzić koncentrację swoich rozbitych wojsk. Rejon koncentracji ubezpieczała pod Śniadowem 11 Dywizja Strzelców. Główne siły 15 Dywizji Piechoty gen. Junga jeszcze tego samego dnia uderzyły na Śniadowo. Pięciogodzinna walka zakończyła się sukcesem Polaków i czerwonoarmiści zaczęli wycofywać się w kierunku Łomży. Wywołało to panikę kolejnych sowieckich oddziałów, a wielu żołnierzy na własną rękę opuszczało rejony koncentracji i kierowało się ku granicy pruskiej.
22 sierpnia Łomżę zaatakował idący w awangardzie II batalion 59 pułku piechoty i po krótkiej walce ze zdemoralizowanym przeciwnikiem opanował miasto. Sowieci wycofali się na wschodni brzeg Narwi. Utrzymali jednak silnie obsadzony przyczółek na zachodnim brzegu i uporczywie bronili dwóch mostów na rzece.
Celem likwidacji przyczółka, kpt. Marceli Cerklewicz skierował do ataku na żelazny most I batalion, a na drewniany most II batalion.
Dla zdobycia mostu żelaznego dowódca I batalionu wyznaczył 1 i 2 kompanię. Miały one energicznie uderzyć, przejść most i zająć pozycje na przeciwległym brzegu. Natarcie wspierać miały trzy karabiny maszynowe ciężkie i pięć lekkich z 3 kompanii. 4 kompania miała ubezpieczyć od Ostrołęki i Śniadowa, a 3. pozostawała w odwodzie.
7 i 8 kompania II batalionu miały sforsować rzekę obok palącego się mostu drewnianego, a 5 i 6 kompania stanowiły odwód batalionu. III/59 pp pozostawał na pozycjach przy szosie Łomża – Podgórze.
Po krótkim przygotowaniu ogniowym kompanie ruszyły do natarcia wyrzucając załogę przedmościa za most. Moment cofania się Sowietów wykorzystały 1 i 2 kompania, przechodząc na drugi brzeg, gdzie brawurowym szturmem wzięły fort nr I, a obchodząc fort nr III, zmusiły jego załogę do poddania się.
W tym czasie zaciętą walkę toczył II batalion. Z powodu pożaru mostu i silnego natężenia ognia broni maszynowej, przeprawa przez rzekę była niemożliwa. Jeden pluton 7 kompanii, mimo chwilowego sukcesu, pod wpływem sowieckiego kontrataku musiał się wycofać.
Dopiero po zdobyciu mostu żelaznego II batalion przeprawił się czółnami i zajął fort nr II. Przed wieczorem okrążona sowiecka załoga przyczółka skapitulowała. Ludność cywilna miasta z bronią w ręku jeszcze przez wiele godzin wyłapywała sowieckich rozbitków.

## Bilans walk
W okresie walk pod Łomżą oddziały polskie wzięły do niewoli około 2000 jeńców, zdobyto 9 dział, 23 ckm-y, samochód pancerny i 7 wagonów amunicji. Okupiono to stratami 60 poległych i rannych.
Przegrana pod Łomżą zmusiła sowiecką 15 Armię Augusta Korka do odwrotu na Grajewo, a sukces polskiej 15 Wielkopolskiej Dywizji Piechoty gen. Junga pozwolił jej wyjść nad granicę pruską i tym samym przeciąć drogę odwrotu sowieckiej 4 Armii Aleksandra Szuwajewa.
Komunikat prasowy polskiego Sztabu Generalnego z 23 sierpnia 1920 donosił:

Oddziały 15-ej dywizji prawie w 5-ciogodzinnej walce pod Śniadowem rozbiły 11-tą dywizję sowiecką; bolszewicy walczyli rozpaczliwie, przechodząc parokrotnie do ataków na bagnety; wzięto około 400 jeńców, 7 armat, dużo materiału technicznego, tabory i 7 wielbłądów. Pułk 59-ty piechoty zajął po zaciętych w alkach w dniu 22 b. m. Łomżę, biorąc parę tysięcy jeńców z 4-ej, 5-ej, 6-ej, 11-ej i 56-ej dywizyj sowieckich i ogromną zdobycz, dotychczas niezliczoną. Dowódcy w dalszym ciągu meldują jednogłośnie o dzielnej postawie ludności cywilnej, która chwyta za broń i walczy obok żołnierza. W walkach pod Łomżą ponownie okrył się chwałą jeden z kapelanów, xiądz Zabłocki, który dając przykład męstwa, szedł w pierwszym szeregu do ataku.

## Upamiętnienie bitwy
Dzień 22 sierpnia, jako dzień zwycięstwa pod Łomżą, był datą corocznego święta 59 pułku piechoty wielkopolskiej.